# Руст
Руст (мађ. Ruszt, хрв. Rušta) град је у Аустрији, смештен у крајње источном делу државе. Руст чини градски округ у покрајини Бургенланду.
Руст је најмање насеље са статусом статуторног града (тј. града-округа) у целој држави.

## Природне одлике
Руст се налази у крајње источном делу Аустрије, у западном делу Панонске низије Насеље се сместило на западној обали Нежидерског језера. Градска околина је брежуљкаста и позната по виноградима.

## Становништво
Данас је Руст најмањи град са звањем градског округа у целој Аустрији. Град има мање од 2.000 становника, махом Немаца, али и Мађара и Градишћанских Хрвата.

## Галерија
- Панорама града
- Градске куће
- Католичка црква
- Евангелистичка црква

## Партнерски градови
- Кулмбах